# Farleigh Hungerford Castle
Farleigh Hungerford Castle, nogle gange kaldet Farleigh Castle eller Farley Castle, er en middelalderborg, der ligger i Farleigh Hungerford, Somerset, England. Borgen blev opført i to faser: den indre borggård blev bygget mellem 1377 og 1383 af Sir Thomas Hungerford, der skabte sin formue som steward for John of Gaunt. Borgen blev opført med en kvadratisk design, der allerede på dette tidspunkt var lidt gammeldags, på stedet for en eksisterende herregård med udsigt til floden Frome. Der var også anlagt en dyrehave i forbindelse med borgen, der krævede at man nedrev landsby. Sir Thomas' søn, Sir Walter Hungerford, der var ridder og medlem af Henrik 5.'s hof, blev rig under hundredårskrigen med Frankrig, udvidede borgen yderligere med en ydre borggård, der fik inkluderet sognekirken. Ved Walters død i 1449 blev borgen rigt dekoreret med vægmalerier.
Borgen forblev hovedsageligt i Hungerford-familiens eje i de næste to århundrede på trods af perioden med rosekrigene, hvor kronen overtog borgen som attainder og henrettede medlemmer af familie. Ved udbruddet af den engelske borgerkrig i 1642 blev fæstningen moderniseret til tudor- og stuart-stil, og var ejet af Sir Edward Hungerford. Edward erklærede sin støtte til parlamentet og blev leder for rundhovederne i Wiltshire. Farleigh Hungerford blev erobret af kavalererne i 1643, men blev generobret af rundhovederne uden kamp mod slutningen af konflikten i 1645. Som resultat af dette undgik den de bevidste ødelæggelser som mange andre fæstninger i det sydvestlige England blev udsat for i et forsøg på at forhindre at de blev brugt militært.
Det sidste medlem af Hungerford-familien der ejede borgen var Sir Edward Hungerford, der arvede den i 1657, men hans gambling og ekstravagante livsstil tvang ham til at sælge ejendommen i 1686. I 1700-tallet blev borgen ikke længere brugt til beboelse for ejerne, og den gik i forfald; i 1730 blev den købt af Houlton-familien, der var klædehandlere fra Trowbridge, og en stor del af borgen blev brugt som stenbrud.
I 1800- og 1900-tallet blev borgruinen en mål for antikvarer og turister. Borgen kapel blev repareret i 1779, og det blev et raritetskabinet med vægmalerierne da de blev genopdaget i 1844, og en række sjældne antropomorfiske kister fra 1600-tallet. I 1915 blev Farleigh Hungerford Castle solgt til Office of Works og et kontroversielt restaureringsprojekt blev igangsat.
Den ejes i dag af English Heritage, der driver den som turistattraktion. Borgen er en listed building af første grad og et Scheduled Ancient Monument.